# ورنر مالیتس
ورنر مالیتس (انگلیسی: Werner Malitz; ۲۲ سپتامبر ۱۹۲۶ – ۲۸ مهٔ ۲۰۱۷) دوچرخه‌سوار اهل آلمان بود.